# Eagles of Death Metal
Eagles of Death Metal (algunas veces escrito como "EofDM") es una banda estadounidense de rock alternativo originaria de Palm Desert, California, formada en 1998 por Jesse Hughes y Josh Homme. La primera aparición del grupo fue en uno de los proyectos de Josh Homme, Desert Sessions, en el Volume 4: Hard Walls and Little Trips (1998). A pesar de su nombre Eagles of Death Metal no son una banda de Death metal.

## Historia

### Inicios y primer álbum
En 1998 la madre de Jesse Hughes decide llamar a Joshua Homme el cual consideraba que era el único verdadero amigo de su hijo para que visitara a Jesse e intentara levantar su ánimo ya que en los últimos 6 meses había perdido más de 35 kilos e incluso temía que Jesse pudiera intentar suicidarse, todo debido a una severa depresión que sufría por haber encontrado a su esposa con un amante. Homme accede y al visitar a Jesse este le dice que empezó a componer canciones, las cuales impresionan a Homme y le propone que si al volver de su gira con Queens of the Stone Age Jesse tenÍa compuesta 30 canciones accedería a formar una banda con él. Tras la gira Jesse no había compuesto 30 canciones, sino 50 por lo que nace Eagles of Death Metal. La primera aparición de la banda fue en los volúmenes 3 y 4 de The Desert Sessions, lanzados en 1998, pero después Homme se distrajo de la banda debido al éxito de Queens of the Stone Age. Sin embargo, en una entrevista de 2008, reafirmó su compromiso con la EofDM diciendo: "Este no es un proyecto paralelo para mí. Estoy en dos bandas. Tengo esquizofrenia musical, y esta es una de las personalidades".
La banda finalmente lanzó su álbum debut en marzo de 2004: Peace, Love, Death Metal.
Parecía ser un favorito de los anunciantes, ya que varias canciones fueron utilizadas en anuncios de la televisión americana, para Ask.com, Comcast, Nissan Motors, Budweiser, Nike, Pontiac Motors, o Wendy's, así como en el adelanto de la película Gracias por fumar, y para un disco promocional de la película Grindhouse.
La primera canción del álbum, "I Only Want You", también fue utilizada en la banda sonora del juego de PS2 Gran Turismo 4. "Globe Shoes", un fabricante de zapatillas, ha incluido la canción en el episodio 1 en su nueva serie de películas de skate, titulado "United by Fate".
Más tarde, el tema "Chase the Devil" del álbum Death by Sexy sería incluido en la banda sonora de Tony Hawk's Project 8, del mismo modo que "Cherry Cola" se utilizaría en un comercial de Microsoft, y "Don't Speak" sería incluida en Epic Movie, donde la banda aparecería tocando en vivo. El mismo tema sería utilizado en un anuncio de Nike dirigido por Guy Ritchie, previo a la Eurocopa 2008.

### Death by Sexy...e incidente con Axl Rose
La banda regresó al ruedo el 11 de abril de 2006 con su segundo álbum: Death by Sexy....
Durante el primer semestre de ese año realizaron una gira como soportes de The Strokes, y encabezaron su propia gira por los Estados Unidos, con el grupo The Giraffes como acto apertura.
Acto seguido tocaron como banda de apertura para la artista canadiense Peaches, y actuaron con Joan Jett.
En el otoño de 2006 la banda se embarcó como soporte de Guns N' Roses. Durante su primer concierto con ellos, en Cleveland, Ohio, el 24 de noviembre de 2006, The Eagles no fueron bien recibidos por la multitud en absoluto, cuando Axl Rose salió para llevar a cabo su recital, le preguntó a la multitud si habían disfrutado de "The Pigeons of Shit Metal", y anunció que ese sería su último show con Guns N' Roses.
Poco después de ser despedidos abruptamente (y en público) por Rose, la banda lanzó un sarcástico comunicado sobre el incidente:
"At first, the audience refused to Welcome us to the jungle, but by the time we took our final bow, it had become paradise city.
Although Axl tried to November rain on our parade, no sweet child o' mine can derail the EofDM night train. We say: live and let die".
("Al principio, la audiencia se negó a darnos la bienvenida a la selva, pero llegado el momento de hacer nuestra última canción, todo se había convertido en la ciudad del paraíso.
Y aunque Axl trató de convertir nuestra fiesta en una lluvia de noviembre, ningún dulce niño mío puede hacer descarrilar el tren nocturno de EofDM. Nosotros decimos: vive y deja morir".)
No terminó allí la cuestión con Guns N' Roses: después afirmaron que Rose había invitado a la banda a regresar por el resto de las fechas previstas como banda soporte, no obstante recibieron el pago completo de toda la gira, a pesar de haber tocado en un solo show.
El 18 de noviembre de 2008, en Washington D. C. en el "9:30 Club", Jesse Hughes dio a conocer al público un tatuaje con la leyenda "Pigeons of Shit Metal" en su antebrazo izquierdo, que se había hecho el día anterior.

### Heart On
El 21 de octubre de 2008, antes de la salida de su tercer álbum, Eagles of Death Metal llevan a cabo un concierto en vivo en el "Hollywood & Highland Virgin Megastore", en Los Ángeles, para el lanzamiento del videojuego "Midnight Club: Los Angeles". El nuevo sencillo del tercer álbum: "Wannabe in LA" se incluye en dicho juego, y en la música del juego Guitar Hero 5.
Su tercer álbum titulado Heart On fue lanzado finalmente el 28 de octubre de 2008 (4 de noviembre de 2008 en Canadá), y fue acompañado por una gira por Norteamérica. El 4 de febrero de 2009, Eagles of Death Metal tocó en una transmisión en vivo para Fuel.tv como parte del Heart On Tour, y en 2009 actuaron como acto apertura para Arctic Monkeys.
En 2010 el bajista de gira Brian O'Connor fue diagnosticado con cáncer, llevando a cabo subsiguiente quimioterpia. Homme, junto a sus compañeros de Them Crooked Vultures, John Paul Jones y David Grohl anunciaron un concierto en el teatro Brixton Academy de Londres, con vistas a recaudar dinero para el tratamiento de O'Connor.

### Los atentados de París el 13 de noviembre de 2015
El 13 de noviembre de 2015, en medio de un concierto en la sala Bataclan de París, terroristas pertenecientes al Estado Islámico comenzaron a disparar a los asistentes al azar y posteriormente algunos usaron bombas suicidas, dejando 89 muertos. Los miembros de la banda lograron escapar del interior del teatro por la puerta de atrás del escenario, a excepción de Dave Catching, que encontró escondite en un baño y estuvo ahí hasta que fue encontrado por miembros de la policía francesa.

## Nombre
El origen del nombre de la banda tiene dos historias diferentes de las cuales no está confirmado cuál es la verdadera, pero ambas en lo que coinciden es en que fue Josh Homme el que indirectamente bautizó a la banda.
Joshua Homme y Jesse Hughes llegan a un bar y encuentran a un hombre bailando con la canción Wind of Change de Scorpions ellos le preguntan qué está haciendo y él responde: "Esto es Death Metal, tío" a lo cual Homme responde que no lo es y que si lo fuera serían "Las Águilas del Death Metal" haciendo referencia a como sonaría si la banda The Eagles intentará tocar death metal.
La otra versión es que un amigo de Josh Homme le muestra a Jesse Hughes música de la banda polaca de death metal Vader a lo que Homme se refiere a ellos como "Las Águilas del Death Metal".

## Integrantes
- Jesse "Boots Electric" Hughes - voz, Guitarra
- Brian "Big Hands" O'Connor/Matt McJunkins - bajo
- Gene Trautman/Julián dorio /Josh homme - batería
- Josh "Baby Duck" Homme/Carlo von Sexron - guitarra

## Discografía

### Álbumes
- 2004 - Peace Love Death Metal
- 2006 - Death By Sexy...
- 2008 - Heart On
- 2015 - Zipper Down
- 2017 - I love you all the time - Live at The Olympia Paris
- 2019 - Boots Electric Performing The Best Songs We Never Wrote

### Sencillos
| Año           | Título                                | Mejores posiciones | Mejores posiciones | Mejores posiciones | Álbum                    |
| Año           | Título                                | USA Alt.           | FRA                | U.K.               | Álbum                    |
| ------------- | ------------------------------------- | ------------------ | ------------------ | ------------------ | ------------------------ |
| 2004          | «I Only Want You»                     | —                  | —                  | —                  | Peace, Love, Death Metal |
| 2004          | «Speaking in Tongues»                 | —                  | —                  | —                  | Peace, Love, Death Metal |
| «Miss Alissa» | —                                     | —                  | —                  |                    |                          |
| 2006          | «Shasta Beast»                        | —                  | —                  | —                  | Death by Sexy            |
| 2006          | «I Want You So Hard (Boy's Bad News)» | —                  | —                  | 73                 | Death by Sexy            |
| 2006          | «I Gotta Feelin' (Just Nineteen)»     | —                  | —                  | 180                | Death by Sexy            |
| 2006          | «Cherry Cola»                         | —                  | —                  | —                  | Death by Sexy            |
| 2008          | «Wannabe in L.A.»                     | 38                 | 177                | —                  | Heart On                 |
| 2008          | «Secret Plans»                        | —                  | —                  | —                  | Heart On                 |
| 2008          | «High Voltage»                        | —                  | —                  | —                  | Heart On                 |
| 2009          | «Anything 'Cept the Truth»            | —                  | —                  | —                  | Heart On                 |
| 2015          | «Complexity»                          | —                  | 193                | —                  | Zipper Down              |
| 2015          | «Save a Prayer»                       | —                  | 23                 | 53                 | Zipper Down              |
| 2015          | «I Love You All the Time»             | —                  | —                  | —                  | Zipper Down              |

## Trivia
Apariciones en videojuegos:
- La canción "I Only Want You" en el videojuego Gran Turismo 4 de Polyphony Digital y Sony Computer Entertainment
- La canción "Wannabe in L.A." en el videojuego Midnight Club Los Angeles de Rockstar Games
- La canción "Wannabe in LA" en el juego Guitar Hero 5
- La canción "I Want You So Hard (Boy's Bad News)" en el videojuego Gran Turismo 5 de Polyphony Digital y Sony Computer Entertainment
- La canción "Don't Speak (I Came to Make a BANG!)" ;Aparece en el videojuego Need For Speed Carbon de Electronic Arts.
- La canción "Wannabe in LA" en el juego Colin McRae Dirt 2

También aparece la canción "Miss Alissa" en el comercial de Nike "Winner Stays On" de 2014.